# Street riding
Als Street riding (Street biking, Urban riding) bezeichnet man das Springen mit einem speziellen Rad (Dirt Bike) von z. B. Treppen (oder anderen höheren Flächen wie Laderampe oder Sitzbank). Zum Street biken gehören Tricks wie z. B. der Bar spin (360 Grad Drehung des Lenkers). Anders als beim Springen von Drops in Bikeparks landet man nicht auf einer Schräge, sondern im Flachen. Um eine sehr harte Landung zu vermeiden, kommt man mit dem Hinterrad als erstes auf. 
Zwei der bekanntesten Street biker sind Aaron Chase und Jeff Lenosky.